# Cyrille Loukaris
Cyrille Loukaris ou Lucaris (Κύριλλος Λούκαρις) (1572-1638) est patriarche d'Alexandrie de 1602 à 1621
sous le nom de « Cyrille III » comme successeur de Mélèce Ier
Après avoir été appelé à la direction provisoire de l'Église de Constantinople en octobre 1612, il est ensuite nommé à cinq reprises, patriarche de Constantinople sous le nom de « Cyrille Ier » :
- du 4 novembre 1620 au 12 avril 1623 ;
- du 22 septembre 1623 au 4 octobre 1633 ;
- du 11 octobre 1633 au 25 février 1634 ;
- de début avril 1634 au 1/10 mars 1635 ;
- et enfin probablement vers le 5 mars 1637 au 20 juin 1638.

## Éléments biographiques

### L'Église d'Orient menacée par Rome
Né en Crète le 13 novembre 1572, Cyrille Loukaris est un jeune prêtre grec, disciple de Mélèce Pigas, et est considéré comme l'un des intellectuels les plus brillants de son époque. Grand latiniste, il part étudier une dizaine d'années en Italie (à Venise et à l'Université de Padoue) où il acquiert une grande maîtrise de la rationalité occidentale.
En 1596, il est l'un des représentants du patriarche de Constantinople au concile de Brest-Litovsk, en Ukraine, qui fait alors partie du royaume de Pologne et de Lituanie. Au cours de ce concile, six des huit évêques présents font scission et décident de s'unir à Rome, entraînant la fondation de l'Église uniate. Cet acte marque profondément Loukaris qui devient dès lors très hostile au catholicisme.
À l'âge de 30 ans, il est élu à la tête du patriarcat d'Alexandrie, puis devient en 1620 le patriarche œcuménique de Constantinople. Il consacre alors toute son énergie à combattre l'influence des catholiques romains dans l'Empire ottoman. Souhaitant relever le niveau théologique de l'Église orthodoxe, il fonde à Constantinople une Académie patriarcale et fait traduire le Nouveau Testament en grec moderne.

### Des amitiés protestantes
Dans sa lutte contre l'Église papique (selon le terme grec) et le prosélytisme des Jésuites qui reçoivent l'appui de nombreux diplomates catholiques, Cyrille Loukaris demande l'aide des ambassades des pays protestants à Constantinople. Il reçoit ainsi de Cornelius Haga, ambassadeur des Pays-Bas, toute une littérature théologique protestante qui produit chez lui une influence considérable. Il renforce alors les liens de l’Orient chrétien avec les Églises issues de la Réforme, envoie au roi Jacques Ier d'Angleterre le fameux Codex Alexandrinus de la Bible, et se lie d’amitié avec le pasteur Antoine Léger, théologien genevois, chapelain à l’ambassade des Pays-Bas.

### Une confession de foi… calviniste
En 1629, est publiée en latin, à Genève, la célèbre Confession qui porte son nom, conforme en tous points au calvinisme le plus strict. La Confession adopte en effet la doctrine de la sola scriptura (seule l'Écriture compte), rejette la transsubstantiation (transformation réelle du pain et du vin en le corps et le sang du Christ dans l'eucharistie), refuse la hiérarchie au sein du corps ecclésiastique et condamne la vénération des images ainsi que l'invocation des Saints comme forme d'idolâtrie.
Les États protestants croient alors recevoir l'adhésion de l'Église orthodoxe tout entière aux doctrines réformées et s'empressent de faire traduire la Confession de Loukaris en plusieurs langues. En réponse, les puissances catholiques (France et Autriche) interviennent en soutenant financièrement et politiquement un groupe d'évêques orthodoxes qui tente plusieurs fois de détrôner le patriarche.

### Une fin tragique
Après avoir, à plusieurs reprises, été déposé et réinstallé comme Patriarche de Constantinople, Cyrille, accusé de complot avec la Russie, est finalement arrêté sur ordre du Sultan en 1638 et meurt étranglé par un janissaire le 27 juin 1638.
Son corps, jeté dans le Bosphore est ensuite recueilli et inhumé sur l'île de Chálki.

## Postérité

### La réaction orthodoxe
Le « calvinisme oriental » de Cyrille Loucaris, réaction excessive contre certaines tendances traditionalistes et ritualistes, déclencha dans l’Église orthodoxe un important mouvement d'opposition de la part des autres responsables orthodoxes. En 1672, un synode de l'Église orthodoxe (Synode de Jérusalem) rejeta de manière non équivoque toute tentative de réforme de son enseignement, que ce soit dans un sens protestant ou catholique. Les actes de ce Synode intègrent, en 7e chapitre, la Confession de foi du Patriarche Dosithée de Jérusalem qui est une réponse point par point à la Confession de foi de Loukaris.
Ce synode, et d'autres (Concile d'Iași, confession de Pierre Movilă…) parvinrent à sauvegarder l’originalité de l’« orthodoxie » face à la Réforme et à la Contre-Réforme.

### Réhabilitation
Toutefois, si l'Église orthodoxe réfute vigoureusement la "confession de foi" attribuée à Cyrille, lui-même quoique mis en cause, n'est pas formellement condamné. Ainsi, le Concile de Jérusalem (1672)  affirme que "Jamais l'Église d'Orient n'a connu Cyrille pour tel que nos adversaires disent qu'il était, et n'a jamais connu ces Chapitres comme son ouvrage" concédant tout au plus que si ce texte est de lui, "Il l'aurait donné tout à fait en cachette de l'Église" puisque "ce n'est pas la Confession de l'Église d'Orient", avant de remarquer "qu'on a souvent vu Cyrille protester contre, et enseigner le contraire dans l'Église" citant pour le démontrer de nombreux extraits de ses sermons et concluant que c'est "seulement parce qu'il n'avait pas écrit contre ces Chapitres qu'il avait été frappé d'excommunication et d'anathème dans deux conciles fort importants".
Aussi, quoiqu'une certaine ambiguïté ait continué à rattacher son nom à cette  "confession de foi", le Concile de Jérusalem l'en a personnellement dédouané, et le Saint Synode de l'Église orthodoxe d'Alexandrie (dont il fut patriarche) l'a finalement canonisé en tant que hiéromartyr en 2009